# جک ناپیر (بازیگر پورنوگرافی)
جک ناپیر (انگلیسی: Jack Napier؛ زاده ۲۰ اکتبر ۱۹۶۶) یک بازیگر پورنوگرافی است.